# Belāshābād
Belāshābād (persiska: Bāleshābād, بلاش آباد) är en ort i Iran.   Den ligger i provinsen Khorasan, i den nordöstra delen av landet, 600 km öster om huvudstaden Teheran. Belāshābād ligger 1 448 meter över havet och antalet invånare är 258.
Terrängen runt Belāshābād är huvudsakligen kuperad, men åt sydväst är den platt. Terrängen runt Belāshābād sluttar söderut.Runt Belāshābād är det ganska glesbefolkat, med 29 invånare per kvadratkilometer. Närmaste större samhälle är Estīr, 17,5 km söder om Belāshābād. Trakten runt Belāshābād består i huvudsak av gräsmarker.